# Beate Escher
Beate Isabella Escher, auch Beate I. Escher, (* 1965 in Poppenweiler, Baden-Württemberg) ist eine deutsche Umwelttoxikologin und Umweltchemikerin.

## Laufbahn
Escher studierte Chemie an der Universität Konstanz. Anschließend promovierte sie 1995 bei René Schwarzenbach zum Thema "The relationship between membrane-water partitioning, uncoupling, and inhibitory activity of substituted phenols in chromatophores of rhodobacter sphaeroides" an der ETH Zürich. 2000 habilitierte sie gleichenorts zum Thema "Molecular mechanisms in aquatic ecotoxicology".
Von 2002 bis 2008 war sie als Gruppenleiterin an der Eawag in Dübendorf tätig. Von 2009 bis 2013 war sie stellvertretende Direktorin des Nationalen Forschungszentrums für Umwelttoxikologie an der University of Queensland in Brisbane.
Seit Oktober 2014 ist Beate Escher Leiterin des Departments Zelltoxikologie am Helmholtz-Zentrum für Umweltforschung – UFZ. Sie hat eine Professur in Umwelttoxikologie an der Eberhard Karls Universität Tübingen inne. Zudem ist sie Privatdozentin an der ETH Zürich, Professorin an der University of Queensland und außerplanmäßige Professorin an der Griffith University.